# 岡崎平野

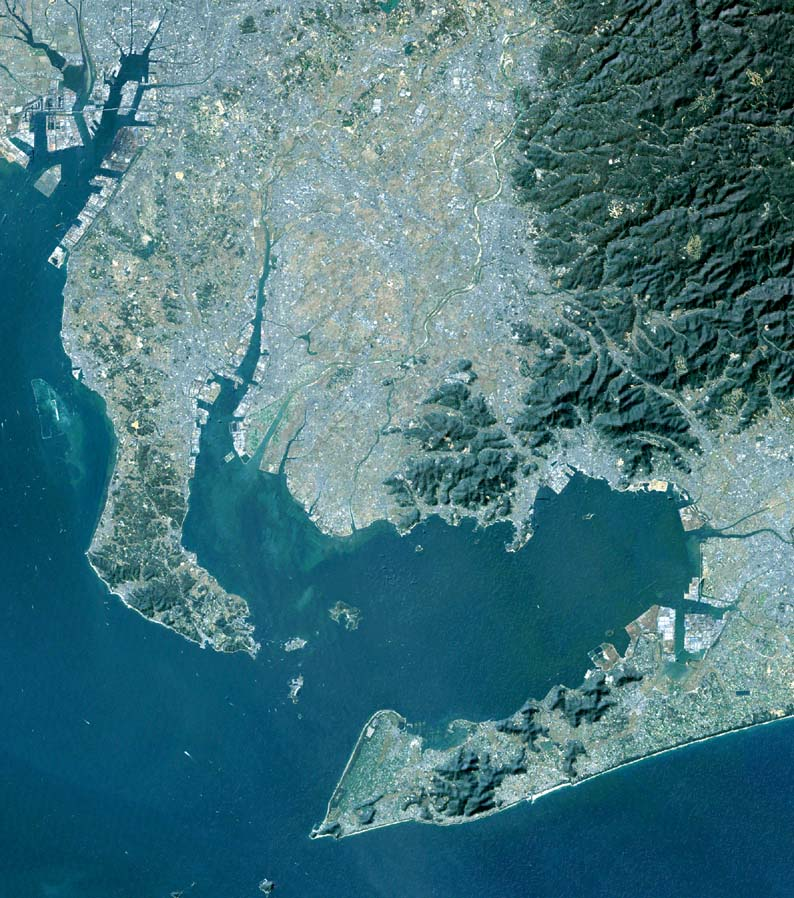
岡崎平野（中央）

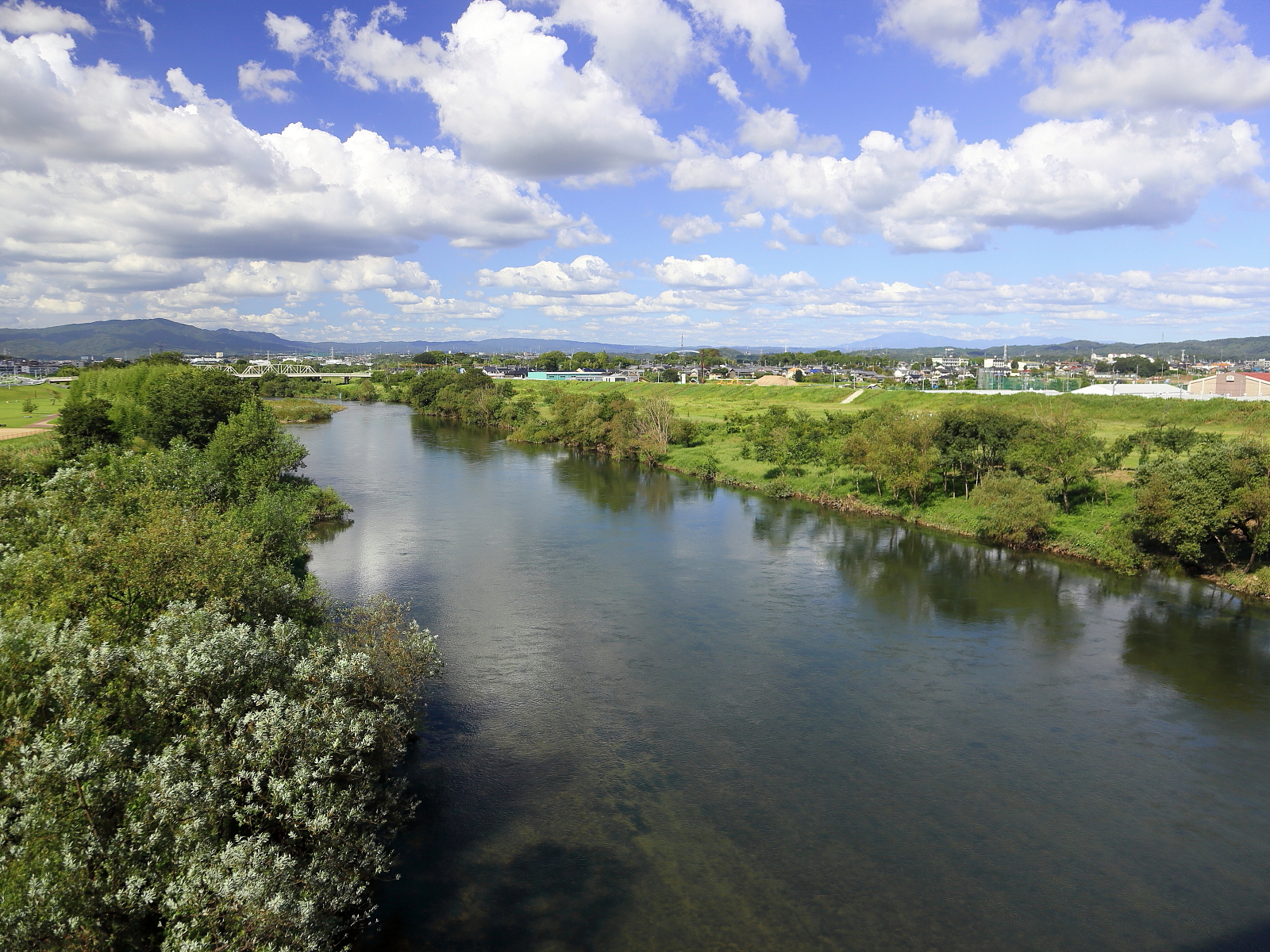
矢作川。右奥には恵那山

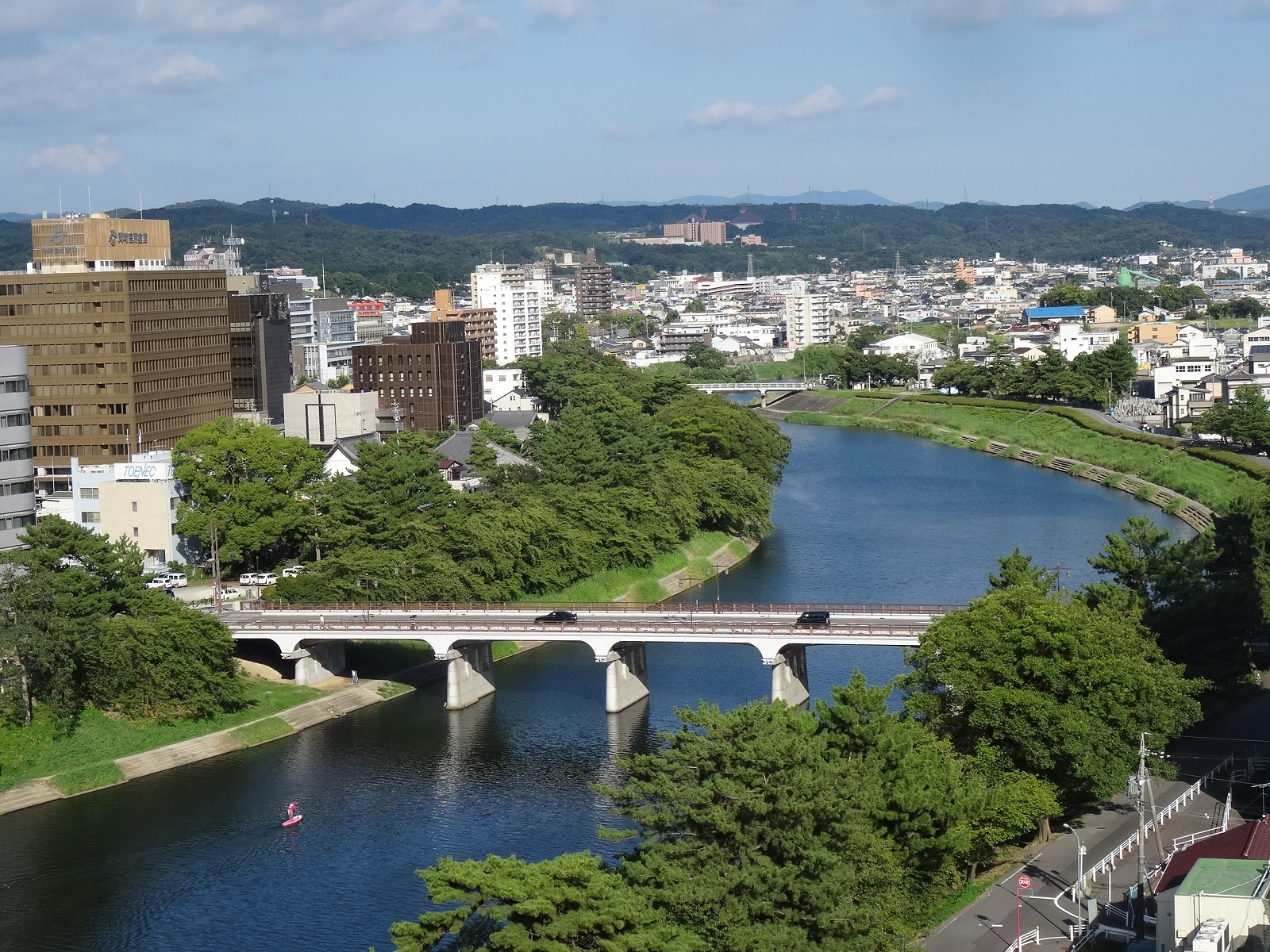
乙川と岡崎市街地

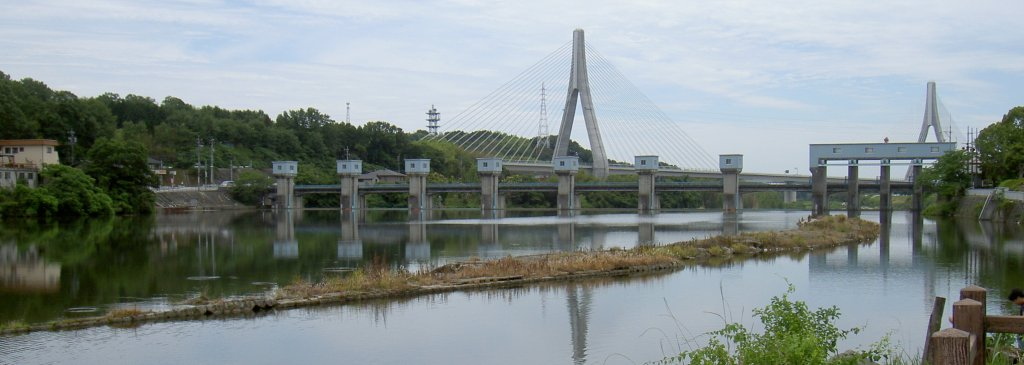
豊田市の明治用水頭首工

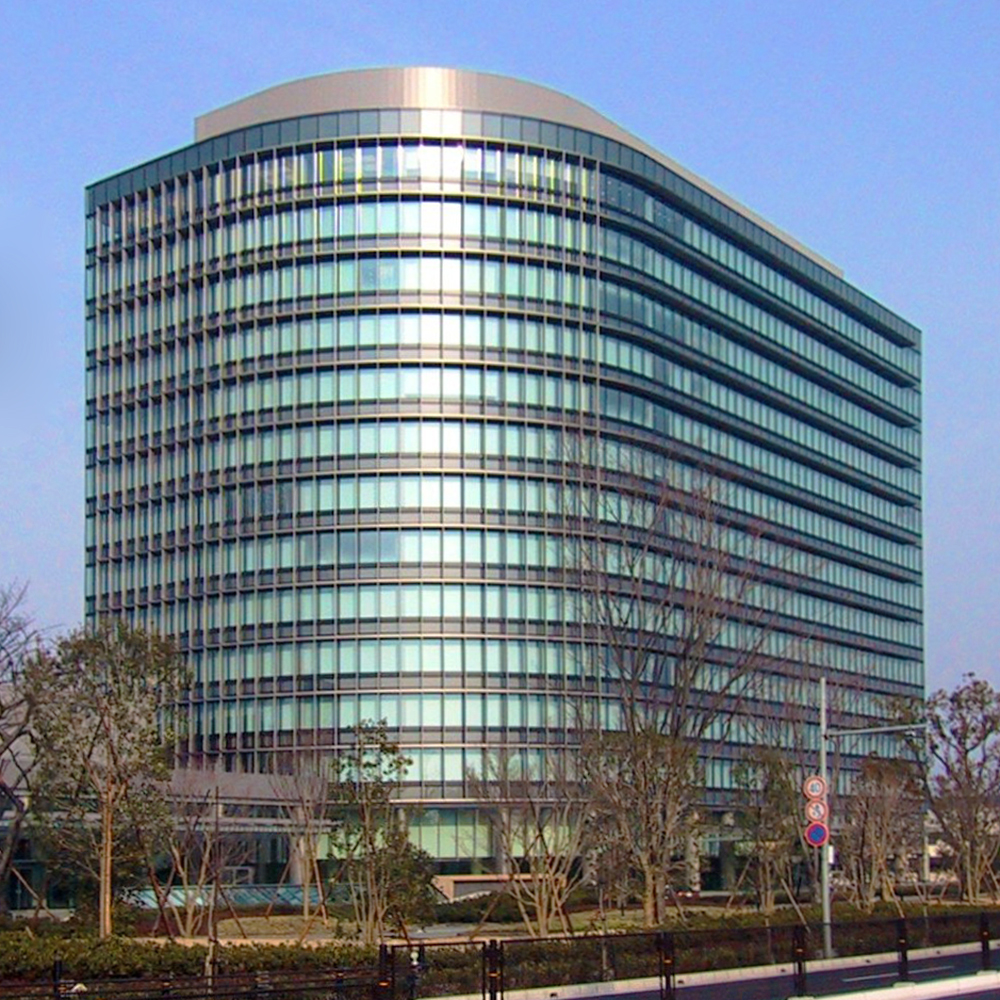
トヨタ自動車本社

岡崎平野（おかざきへいや）は、愛知県中部または中南部にある平野。矢作川下流域に広がる。西三河平野（にしみかわへいや）、西三平野（せいさんへいや）とも呼ばれる。

## 地理

### 地勢
東部の矢作川、西部の境川流域の沖積低地、その中間の碧海台地と呼ばれる洪積台地からなる。碧海台地には逢妻川や猿渡川など境川の支流が網状に開析している。典型的な東海式気候区であり、年降水量は約1400ミリメートルと愛知県でもっとも少ない。
東西20キロメートル、南北36キロメートル、面積約700平方キロメートル。面積は濃尾平野に次いで愛知県2番目。南側は三河湾の渥美湾に、西側は三河湾の知多湾に面している。三河高原の西側から知多半島の東側に広がっている。矢作川最下流部の西尾・幡豆地区には広大な平野が広がっており、かつて矢作川が形成した自然堤防が多く分布している。三河湾岸には海抜ゼロメートル以下の干拓新田がある。
律令制施行以前の愛知県は、濃尾平野の尾張国、岡崎平野の三河国、豊橋平野の穂国（東三河）の3国に分かれていたが、律令制施行後には尾張国と三河国の2国が定められた。

### 地質
愛知県北東部にある美濃三河高原は花崗岩が卓越しているため、矢作川の河川堆積物は主に砂であり、沖積低地には自然堤防が発達している。碧海台地の北部は矢作川による扇状地であり、花崗岩やチャートなどからなる礫層だが，南部は矢作川の三角州による砂層である。かつての矢作川本流は今日の矢作古川だったが、1605年（慶長10年）に流路変更を行い、今日の矢作川が本流となった。
右岸の段丘面は、最上位段から丘陵性の藤岡面（第三紀）、三好面（更新世）、挙母面（更新世）、碧海面（いわゆる碧海台地、更新世）であり、挙母面と碧海面が岡崎平野の主体となっている。豊田市街地がある挙母面は標高80-20メートルであり、やや河川開析が進んでいる。安城・刈谷・知立・高浜・碧南市街地がある碧海面は標高20-5メートルである。

## 経済

### 農業
碧海台地の中でも矢作川右岸は安城ヶ原と呼ばれ、マツが生える原野であった。1880年の明治用水やその後の枝下用水が開設されると、灌漑によって約6000ヘクタールの水田が開発された。愛知県安城農林学校（愛知県立安城農林高等学校）などが牽引して多角的な農業経営を行い、1930年頃の安城ヶ原は「日本デンマーク」といわれる農業地帯に生まれ変わった。現在は岡崎市などを中心として、酪農や畜産、イチゴ、キュウリ、ナス、花卉（カーネーション）などの施設園芸農業が行われている。

### 工業
豊田市と刈谷市およびその周辺ではトヨタ自動車に代表される自動車工業が盛んであり、中京工業地帯の中核をなしている
。